# Jos Jullien
Pour les articles homonymes, voir Jullien.
Jos Jullien, pseudonyme de Joseph Victor Jullien, né le 2 janvier 1877 à Tournon (Ardèche) et mort le 22 mai 1956 à Joyeuse (Ardèche) est un médecin chercheur, inventeur, homme politique, préhistorien, peintre, graveur et homme de lettres français.

## Biographie

### Un médecin de campagne
Jos Jullien fait ses études classiques à Bourg-en-Bresse, où l’héberge son oncle paternel, puis poursuit des études médicales à l'université de médecine à Lyon. Il commence son internat à l'hôtel-Dieu, dans le service de chirurgie osseuse du chirurgien Louis Léopold Ollier, originaire des Vans en Ardèche. Durant ses années de médecine, il travaille tour à tour avec Raphaël Lépine dans le service de médecine expérimentale, Alexandre Lacassagne, fondateur de l’anthropologie moderne qui occupe la chaire de médecine légale de l’université de Lyon.

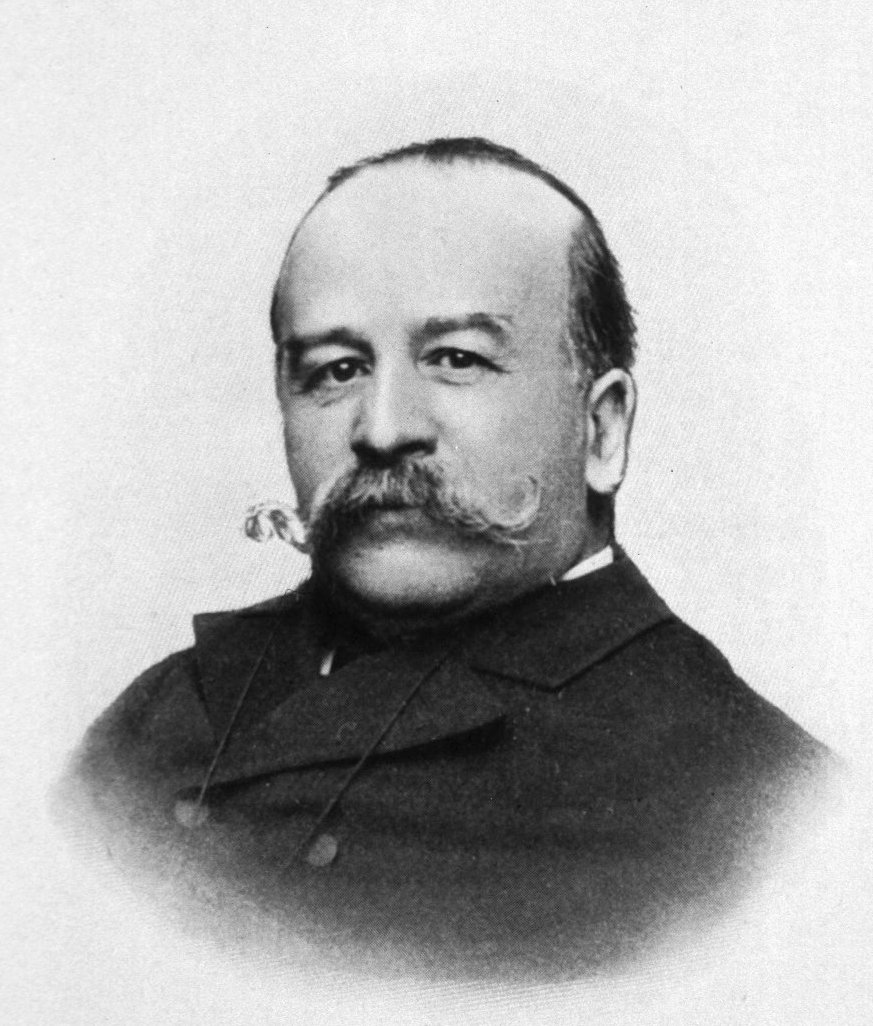
Alexandre Lacassagne

En parallèle, il prend des cours de dessin à l’École des beaux-arts et s’intéresse également à la littérature. Il est membre de la Société d’Anthropologie et côtoie Ernest Chantre et Claudius Savoye qui l’initient au monde de la préhistoire.
En 1902, il soutient et publie une thèse en médecine intitulée L'Industrie des gants : Étude d'hygiène professionnelle et de Médecine légale. Il publie, peu après, un essai sur la syphilis en Vivarais. Il épouse le 22 mai de la même année, à Joyeuse, Camille Mesclon. Dès lors, il installe son cabinet médical à Joyeuse, tout d’abord rue de la Calade puis plus tard dans la maison Mesclon dans la rue Sainte-Anne à Joyeuse, demeure de deux étages qui donne sur l’actuel square François-André. En 1908, dans la continuité de son travail de thèse, il s’essaie à la construction d’un "conformateur manuel", « dans le but d’obtenir pratiquement une fiche reproduisant avec exactitude diverses dimensions de la main, au point de vue anthropologique et anthropométrique »,. Malgré ses tâches médicales, le jeune Jos Jullien ne dédaigne pas non plus la politique locale et devient maire de Joyeuse de 1908 à 1912 puis de 1929 à 1944.
Il rejoint l’armée le 18 juillet 1906 où il est affecté au service de santé militaire en tant qu’officier du corps de santé de l’armée territoriale, avec le grade de médecin aide major de 2e classe.

### Mandats politiques
- Adjoint au maire de Joyeuse, M. Bonneton, de mai 1900 au 10 mai 1908 (liste du congrès républicain radical)
- Maire de Joyeuse  du 10 mai 1908 au 12 mai 1912 (liste du congrès républicain radical)
- Maire de Joyeuse d'août 1929 à août 1944 (liste radicale-socialiste)[8]

### Un pionnier de la préhistoire en Ardèche
Outre la médecine et la politique, Joseph Jullien a une autre passion : la découverte et l'étude des premiers occupants des bords de l’Ardèche et la Préhistoire. En se fixant à Joyeuse en 1902, après des études à Lyon qui lui ont permis de rencontrer Chantre et Savoye, il entreprend un important travail sur toutes les périodes de la Préhistoire de ce secteur. Comme ses devanciers, il s’intéresse aux cavités et abris (fouilles à l’abri de Vernon, la Baume Grêna, les Bouchets, la Gleisasse ; avec H. Müller à Peyroche 1...), aux dolmens (groupement de Font-Méjeanne). Mais aussi, fait nouveau, il effectue des ramassages sur une quinzaine de sites de surface et même quelques fouilles de “fonds de cabanes” dans les lapiaz à Beaulieu, ce qui était une première pour ce type particulier et caractéristique de sites néolithiques ardéchois. Il publie essentiellement le résultat de ses recherches dans le Bulletin de la Société préhistorique française. Deux publications (Jullien, 1913, 1914) sont des essais de synthèse importants sur le Néolithique ardéchois à l’issue de toutes ces années pionnières. Contemporain de Henri Breuil, il a été marqué par l'œuvre de Jacques Boucher de Perthes.
À l’occasion de son décès, un résumé de cette carrière parallèle est publié dans le Bulletin de la Société préhistorique française :
« Cet ancien Collègue, qui avait démissionné en 1953, vient de disparaître, âgé de plus de 80 ans. Alliant la plus vaste culture à la plus brillante intelligence, il avait consacré les loisirs de sa vie de praticien à l'étude des sujets artistiques et scientifiques les plus divers. Marchant sur les traces des premiers préhistoriens du Vivarais méridional, Jules de Malbos, Ollier de Marichard, il étudia à partir de 1906 les grottes, abris sous roche, dolmens, fonds de cabanes et gravures rupestres de cette région. Citons ses fouilles des grottes des Bouchets, de Peyroche, de Cayre-Creyt, du Ranc d'Aven, de la Padelle, de la grotte d'Ebbou, des abris sous roche de Vernon. Le compte rendu de ces recherches, dont certaines faites avec la collaboration de Vial, Müller, Piraud, a été publié dans notre Bulletin (1900, 1912, 1914, 1947), dans les Comptes rendus de l'AFAS (1906, 1907, 1908. 1911), dans ceux de Rhodania (1927), dans la Revue du Vivarais (1908, 1913). J. Jullien rédigea la partie "préhistoire" de L'Histoire du Vivarais de J. Régné (1914). Mais depuis cette époque, et surtout depuis 1940, le Dr Jullien cessa progressivement de travailler sur le terrain. Un grave accident d'automobile réduisit son activité physique tandis que son esprit s'irritait de l'absence d'une aide officielle dont son originalité et sa causticité se fussent d'ailleurs mal accommodées. Il tente sans succès de créer une école de fouilles à Vallon et de faire classer comme parc national le canyon de l'Ardèche, si riche en stations préhistoriques. Le produit de ses fouilles a été dispersé ; une partie cependant en est conservée aux musées des Vans et de Saint-Étienne. » Franck Delarbre ajoute dans sa rubrique nécrologique que Jos Jullien aurait donné la plus grande partie de ses "collections [archéologiques] au musée qui est au Syndicat d'initiative des Vans".
Il est membre de plusieurs sociétés scientifiques, délégué à la conservation des monuments historiques et aux Beaux-Arts, correspondant de l’Institut et directeur des fouilles d’Alba Augusta. En 1931, il profite du Xe Congrès de Préhistoire de France, pour proposer le lundi 7 septembre une excursion aux stations néolithiques du Gard et de l’Ardèche, Uzès, Joyeuse, le Vié Cioutat. En 1946, il fait le point sur l'état des fouilles d'Alba dans la revue Rhodania.
Sa passion pour sa région le conduit à envisager la création d'un « musée Vivarois » au début de l'année 1914 et à publier une brochure sur le sujet,. En raison du déclenchement de la Première Guerre mondiale, le projet n'a malheureusement pas de suite.

### Première Guerre mondiale

#### Bataille d'Arras
Le 11 août 1914, la France déclare officiellement la guerre à l’Autriche-Hongrie. Des centaines de milliers de jeunes gens répondent alors à la mobilisation générale et s’enrôlent dans l’armée. Jos Jullien fait de même et rejoint le 52e régiment d’artillerie de campagne le 6 septembre 1914 où il est nommé médecin aide major de 2e classe (lieutenant) le 8 octobre 1914,, où il côtoie Gaston Riou. Il participe en cette qualité à la première bataille d'Arras qui débute le 1er octobre 1914. L’armée française tente de déborder l’armée allemande pour l’empêcher de rejoindre la Manche. Après une offensive massive de l’armée allemande, les Français sont contraints de se retirer sur Arras. Cet échec de l’armée française se termine par la prise de Lens le 4 octobre. Les Français réussissent cependant à tenir Arras. Le médecin aide major Jullien se distingue lors de la défense de la ville et obtient la croix de guerre avec une citation à l’ordre de la division le 6 juin 1915 : « Venu volontairement sur la position le 23 avril 1915, en laissant son médecin auxiliaire à l’échelon ; a donné ses soins sous un violent bombardement à de nombreux blessés, particulièrement des fantassins dont le poste de secours était trop éloigné. »

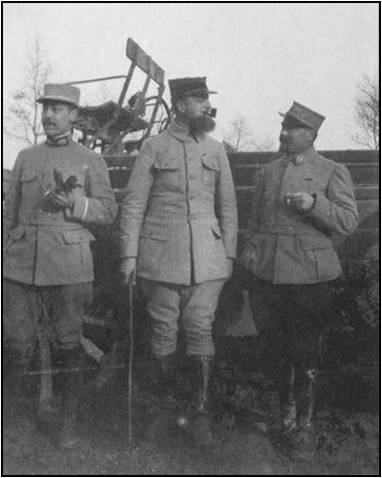
Le médecin aide major Jullien (au centre) sur le champ de bataille vers 1916.

Le 15 juillet 1915, il intègre le 118e régiment d’artillerie de campagne. Ses supérieurs le notent comme un « médecin major tout particulièrement dévoué. Très actif, très correct, très militaire. Le médecin aide major Jullien remplit, en donnant toute satisfaction, ses fonctions de chef de service du groupe. » Lors de l’offensive en Alsace, le 20 mars 1916 à Wolfesdorf, il est blessé à la face par un éclat d’obus.

#### Bataille de la Somme
Depuis le mois de juillet, l’armée française, soutenue par des divisions de blindés britanniques, tente une percée dans les lignes ennemies lors de la bataille de la Somme. Cette bataille fait partie d’une des plus sanglantes du conflit. Le Dr Jullien est envoyé au front en qualité de médecin. Il est blessé dans la région lombaire par un éclat d’obus à Maurepas le 20 août 1916. Il est alors admis à l’hôpital du Val de Grâce no 11 à Paris au mois de septembre et obtient un congé de convalescence d’un mois à partir du 14 septembre 1916. Cet acte de bravoure lui vaut une citation à l’ordre de l’armée le 20 août 1916 : « Modèle de sang-froid et de bonne humeur tranquille. Toujours en première ligne et prêt-à-porter secours aux blessés, même étranger à son groupe ; a été gravement blessé le 20 août 1916, en se portant au secours de canonniers tombés sous un violent bombardement de 210. »

#### Hôpitaux militaires
Le 15 octobre 1916, il rejoint la 15e division à Marseille et passe au dépôt de convalescence, rue Vaugirard à Paris, le 7 novembre 1916. Il est ensuite mis à la disposition du médecin général de l’hôpital de Toulon le 22 décembre 1916 en tant que médecin traitant. Ses états de services pour l’année 1916 sont les suivants : « médecin major d’un dévouement et d’une correction absolus, tout particulièrement apprécié par tout le personnel du groupe. » Le 7 avril 1917, il est affecté au 14e bataillon des tirailleurs malgaches en formation au camp de Fréjus puis passe au 24e bataillon à la suite de la dissolution du 14e bataillon. Le 29 décembre 1917, il est décoré de la croix de chevalier de la Légion d’honneur pour « faits de guerre ». Ces mois passés dans les hôpitaux militaires lui permettent d’écrire et de publier dans le numéro du 1er mars 1918 de la revue Le Mercure de France un articule intitulé « la guerre et les progrès de la chirurgie » dans lequel il relate les progrès des soins d’urgence réalisés au cours de ces quatre années de guerre. Il est ensuite affecté à un hôpital d'orientation et d’évacuation (H.O.E) et devient médecin chef le 10 octobre 1918. « Le médecin aide major de 1re classe Jullien remplit depuis le 9 avril les fonctions de chef de service médical du 14e bataillon de tirailleurs malgaches ; Zélé, dévoué, très consciencieux, il donne à tous égards satisfaction à son chef de corps. D’une éducation, d’un esprit cultivé, d’un caractère militaire, le Dr Jullien est appelé à rendre de précieux services. »
Il passe médecin major de 2e classe (capitaine) de l’armée territoriale le 28 octobre 1918 : « Le médecin aide major de 1re classe Jullien, mérite à tous égards de passer au grade supérieur. Officier très méritant, remplissant ses fonctions de chef de service avec un zèle et un dévouement absolu<r. » Au cours de cette guerre, le médecin major Jullien a fait 49 mois de front en deux séjours, dont le premier fut interrompu à la suite d'une évacuation pour blessures,. À la fin de la campagne, Jos Jullien est employé pendant sept mois dans une ambulance et un hôpital d'évacuation (hôpital d'origine d'étapes, HOE). Il s’est révélé comme un « officier très brave et d’une correction absolue. » Il est décoré de la croix de guerre avec étoile d’argent le 6 juin 1915 et palme le 20 août 1916 et de la Légion d'honneur en 1917. Il est démobilisé le 23 mai 1919 et rendu à la vie civile.

### Carrière artistique
Au sortir de la grande guerre, Jullien veut faire évader son esprit. À côté de son métier de médecin de campagne (et après avoir fait longtemps de la peinture), il développe un don, qu’il avait toujours pratiqué, celui du dessin. L’éditeur et poète ardéchois Charles Forot (de Saint-Félicien-en-Vivarais), dont il fait la connaissance en 1920, frappé par ce talent, lui conseille de s’essayer à la gravure, où Jullien, d’emblée, excelle. Ce sera d’abord par la technique du bois gravé, où il fait notamment des portraits (Verlaine, Paul-Jean Toulet), mais aussi une série, intitulée Masques, dans laquelle il représente huit personnages de comédie et de tragédie : Bérénice, Faust, Phèdre, Othello, Sganarelle, Scapin, Tartuffe, Don Juan. Puis, par celles de l’eau-forte et du burin. Ses goûts littéraires l’incitent à composer en 1925 des illustrations pour Une saison en enfer de Rimbaud. À la même époque, il dessine et grave une série de portraits d’écrivains, dans laquelle il parvient à se détacher des modéles dont il s’ inspire pour recréer des portraits originaux et personnels : Casanova, Stendhal, Nietzsche, Rimbaud, Ramuz, Anatole France, Pierre Loti, Anna de Noailles, Paul Valéry et bien d’autres. Ces années 1920 sont aussi pour Jullien celles où il orne un grand nombre d’ouvrages, à commencer par ceux des Éditions du Pigeonnier de son ami Charles Forot, puis en agrémentant de dessins La Cigale uzégeoise, revue créée par Georges Gourbeyre. Tout ce côté artistique de Jos Jullien, notamment des années 1919 à 1931, doit être lié à ses inclinations littéraires qui aboutissent, par exemple, à des essais sur le cardinal de Bernis, ainsi que sur Casanova, son auteur préféré avec Stendhal, à qui il consacre deux écrits : Casanova à Nîmes et Casanova à Aix-en-Savoie,,. Il rencontra ses contemporains Marcel Gimond, Hippolyte Paquier-Sarrasin qui réalise pour lui des vitraux à Joyeuse, Jean Chièze.

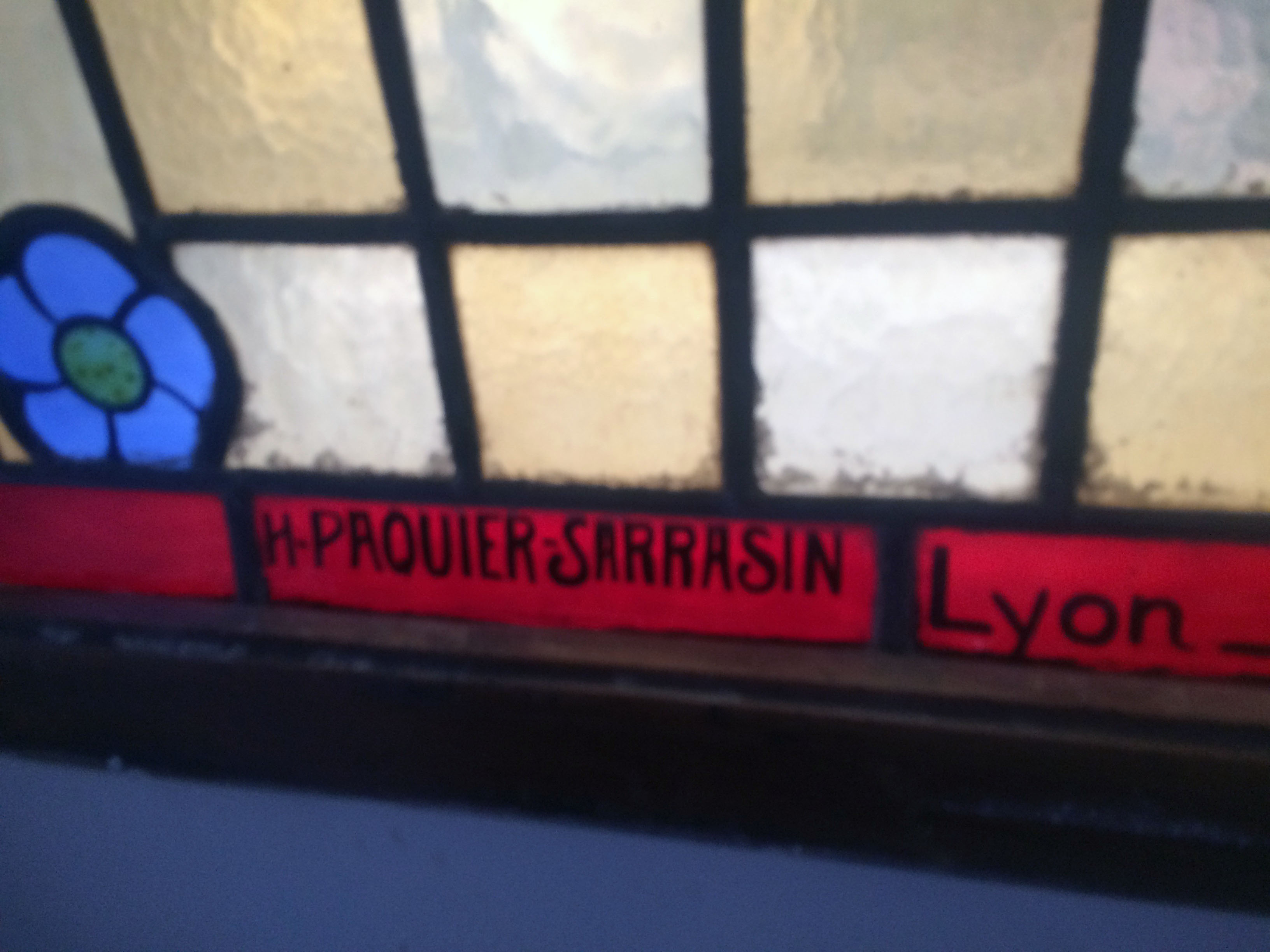
Paquier Sarrasin

### Carrière médicale
Jos Jullien s'engage très tôt dans la recherche médicale et publie de nombreux travaux scientifiques. Il fonde deux revues médicales : Le Médecin de campagne et Le Médecin de la famille, et participe en 1931 au deuxième congrès international de pathologie comparée de Paris, lors de l’exposition coloniale internationale.

#### Lauréat de l'Académie de médecine

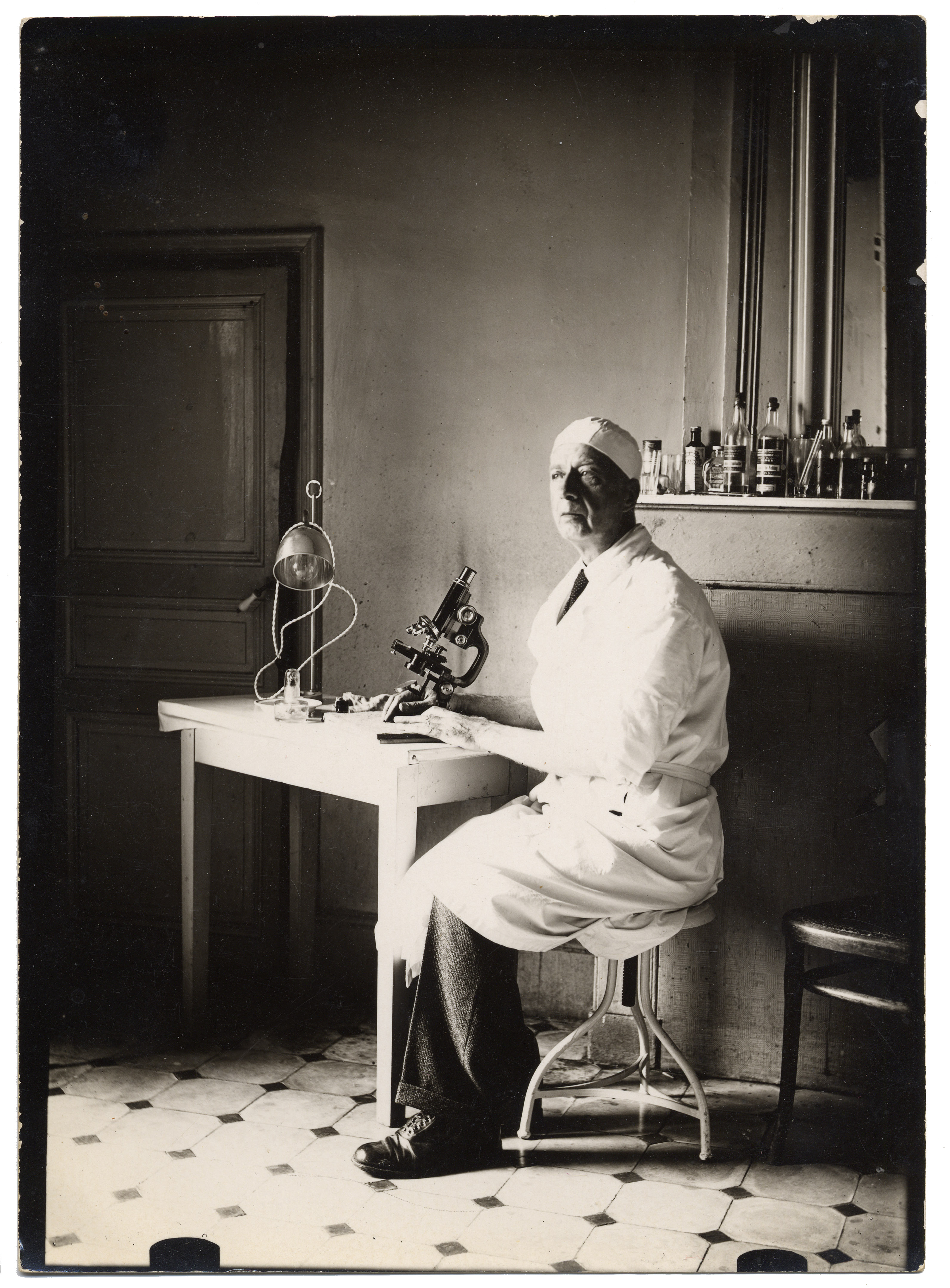
Jos Jullien dans son laboratoire vers 1940.

Dès le début des années 1930, le Dr Jullien s’intéresse à la brucellose, appelée aussi fièvre de Malte ou fièvre ondulante. Cette maladie est caractérisée par des crises fiévreuses et une infection généralisée avec état septicémique ou fièvre sudorale-algique. Une fièvre ondulante est alors observée. La température du malade augmente par paliers de 0,5 °C jusqu’à 39 °C où elle se maintient pendant une quinzaine de jours pour redescendre graduellement. L'état de fièvre est accompagné de sueurs abondantes et principalement nocturnes, qui possèdent une odeur caractéristique de paille mouillée. Il existe aussi un état de malaise avec courbatures, asthénie, douleurs mobiles… Il concentre, dans un premier temps, ses efforts dans l'étude des différentes formes humaines et animales,. Il en détermine les symptômes et les caractéristiques, puis propose des outils diagnostiques novateurs permettant de la différencier de la tuberculose. Il crée à Joyeuse un centre de traitement, qui lui permet de regrouper les malades et d'étudier la maladie plus facilement. En 1933, il publie deux études remarquées dans la presse médicale « Brucelloses et Tuberculoses » dans Paris Médical et « Le dépistage des brucelloses humaines » dans Le Monde médical. Ses recherches sont récompensées en 1934 par la Médaille d'honneur des épidémies décernée par le ministère de l'Hygiène sur proposition de l’Académie nationale de médecine, à qui il adresse la même année un livret de 19 pages intitulé Le Centre de traitement de la fièvre ondulante de Joyeuse (Largentière, Mazel – 1934). Il y expose les conditions de fonctionnement du centre qu’il a créé. Il donne des indications circonstanciées sur les procédés de dépistage et de diagnostic utilisés, ainsi que sur les résultats de la mise au point d’un vaccin antimélitococcique. Connu sous le nom de « Paronduline du Dr Jullien », il est destiné à combattre les surinfections et les complications de la fièvre ondulante chez l’homme,. Il est présenté en ampoules renfermant, par centimètre cube et à l’état d’émulsion en soluté physiologique, 25 millions de streptocoques et la même quantité d’entérocoques et sera commercialisé par les laboratoires Ducatte (Dr Fernand Ducatte, 191 rue Saint-Honoré et 31 rue des Francs-Bourgeois à Paris), à partir du milieu des années 1930.

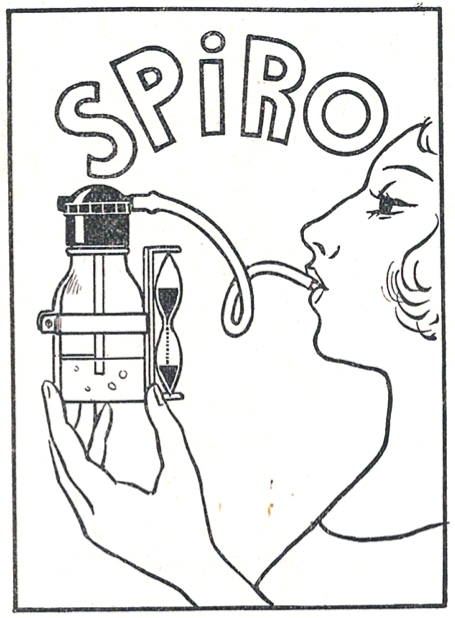
Spiroscope à eau du Dr Jos Jullien. Extrait de la notice. (brevet 793.10 - 1935).

À la demande de ses patients, il met au point un Spiroscope, un appareil médical « de contrôle, d'entraînement et de gymnastique respiratoires », surnommé  « Spiro du Dr Jullien »,,,. « La spirotechnique enrichit le sang, tonifie les nerfs, développe les muscles, favorise le jeu de tous les organes » peut-on lire sur la notice. Il préconise d'effectuer les exercice trois fois par jour, matin, midi et soir afin de permettre chez l'enfant : « un développement thoracique, et une préservation contre la tuberculose » et chez l'adulte une « récupération de l'amplitude respiratoire, séquelles de pleurésie, asthme, trouble cardiaque. »
Du 11 au 13 juin 1935, il organise et participe en tant que l’un des meilleurs spécialistes dans le domaine au 1er congrès de recherche sur la brucellose chez l’homme et l’animal qui se déroule à Avignon. Les délégués de six pays européens se réunissent pour étudier « le péril social » (terme employé par le Dr Jullien) de la fièvre de Malte, qui fait des ravages non seulement sur les cheptels d'animaux mais aussi sur l’homme. On note la présence du délégué du ministère de la santé publique, du ministère de l’Agriculture, du gouvernement tunisien, de nombreux délégué étrangers, surtout de la région méditerranéenne et en particulier de plusieurs professeurs des universités italiennes, de délégués suisses, ainsi que d’un représentant de l’Office impérial britannique des maladies animales. Plus de 200 congressistes étaient présents. Malheureusement, éclate la guerre de 1939 qui stoppe pour un temps le plan de lutte contre cette pathologie. C’est néanmoins ce premier congrès qui permet de jeter les bases d’une coopération européenne dans ce domaine.

#### Cofondateur des cosmétiquesBiotherm

Logo de la marque Biotherm.

Au début des années 1940, ses recherches sur la fièvre de Malte l'amènent à proposer les traitements thermaux comme un moyen curatif efficace contre les troubles physiologiques (paralysie, névralgie, névrite…) consécutifs à la brucellose,. Ses recherches se concentrent alors sur la crénologie (science étudiant les propriétés curatives des eaux thermales) et la crénothérapie. Il propose la théorie biogène de laquelle dérive l’hydrobiologie thermale. Il démontre qu’il existe dans les eaux thermales des éléments, comme les minéraux, les vitamines et de façon plus inattendue le plancton, qui peuvent jouer un rôle préventif et curatif important : « j’ai déjà réalisé en collaboration avec mon ami Marissal, des mises-au-point originales de récolte et de sélection des éléments planctoniques. »
En 1947, il publie un article sur l'action bactériologique des eaux minérales dans le bulletin de l'Académie nationale de médecine.
Ces découvertes entraînent des applications pratiques au laboratoire d’hydrobiologie médicale de Molitg-les-Bains, dans les Pyrénées-Orientales, dont il est le directeur fondateur. Elles permettent des applications en cosmétique et dermatologie par voie cutané et digestive, développées par la gamme Biotherm,,,. C’est à ce titre qu’il participe en octobre 1952 au congrès international d’hydrobiologie de Munich.
Il est également l’un des premiers à corréler climats et maladies respiratoires dans un article intitulé « Respiration et Climat » paru dans la Revue de cosmologie. Il est également en avant-garde lorsqu’il parle de l’introduction de la radioactivité dans les traitements anti-cancéreux,.

## Titres et fonctions

### Archéologie
- Membre de la Société préhistorique française (1908-1956).
- Délégué à la conservation des monuments historiques et aux Beaux-Arts auprès du ministre.
- Directeur des fouilles du site archéologique d'Alba-la-Romaine.

### Armée
- Médecin commandant honoraire.

### Médecine
- Directeur-fondateur de la revue Le Médecin de campagne (1908-1914).
- Directeur-fondateur de la revue Le Médecin de la famille (1911-1914).
- Correspondant de la revue Le Médecin français (1919-1939).
- Membre du Syndicat de la presse scientifique.
- Médecin-chef du Centre de traitement de la fièvre ondulante de Joyeuse (1930-1940).
- Président de la commission administrative de l'hôpital de Joyeuse.
- Organisateur et Secrétaire-général du 1er congrès des brucelloses humaines et animales (1935).
- Rédacteur en chef puis Secrétaire des Archives internationales des brucelloses (fièvre ondulante humaine, avortement épizootique) et des maladies communes à l'homme et aux animaux.
- Administrateur-fondateur de la société "Le SPIRO" (1936).
- Directeur du Centre de prophylaxie des brucelloses (1942-1944)
- Fondateur de la Société ION (les Thermones)
- Cofondateur avec René-Maurice Gattefossé de l’Institut d’hydrobiologie thermale.
- Directeur-Fondateur des Laboratoires d’hydrobiologie médicale de Molitg-les-Bains.

## Distinctions
- Chevalier de la Légion d'honneur le 29 décembre 1917.
- Croix de guerre 1914-1918 avec étoile d’argent le 6 juin 1915 et palme le 20 août 1916.
- Officier de l'ordre des Palmes académiques.
- Médaille des épidémies (1934).
- Médaille de Vermeil pour 25 ans de « soins donnés gratuitement aux gendarmes. »

## Hommages
- En 2010, le galeriste parisien Stephane Rochette retrace la vie et l'œuvre du médecin ardéchois dans un ouvrage publié en collaboration avec les Archives départementales de l'Ardèche : Jos Jullien, une vie gravée en Vivarais (221 pages)[53].
- Le 2 novembre 2011, la mairie de Joyeuse inaugure une plaque commémorative sur les murs de sa maison : « Dans cette maison vécut Jos Jullien (1877-1956) médecin, préhistorien, peintre-graveur et maire de Joyeuse 1908-12 et 1929-44[54]. »
- Du 12 avril au 30 septembre 2013, une exposition retraçant la vie du Dr Jullien, Jos Jullien, médecin et artiste à la curiosité universelle, est présentée aux archives départementales de l'Ardèche à Privas. « Cette exposition en 24 tableaux rend hommage à Jos Jullien en s’attachant à la fois à son travail de médecin, de chercheur, à son goût pour la préhistoire, et à sa vie quotidienne à Joyeuse, notamment en tant que maire de la commune, mais aussi en mettant en avant un aspect oublié du personnage, son intérêt pour la littérature, l’écriture, le dessin et la gravure. Ces 24 tableaux sont autant de représentations d’une vie héroïque, celle d’un homme extraordinaire aux multiples facettes »[55],[56].
- Le 14 septembre 2013, à l'occasion des journées européennes du patrimoine, l’hôpital local de Joyeuse prend le nom du Dr Jos Jullien.
- Du 15 juin au 24 août 2014, la maison Charles Forot, à Saint-Félicien, rend hommage à Jos Jullien à travers l’exposition Jos Jullien, un été chez Forot, qui retrace l'étroite collaboration établie entre Jullien et Forot, aboutissant, en 1920, à la création des éditions du Pigeonnier.
- Du 9 septembre au 18 octobre 2014, la médiathèque d'Uzès propose de redécouvrir, à travers l'exposition La Cigale uzègeoise et ses illustrateurs, le travail des nombreux artistes (dont celui de Jos Jullien) qui ont illustré les ouvrages des Éditions de la Cigale (1926-1953) et de La Cigale uzégeoise (1926-1934)[57].
- Du 18 septembre au 4 octobre 2014, dans son exposition Cachan comme en 14, la mairie de Cachan rend hommage au soldat Jos Jullien, en présentant notamment ses souvenirs et l'album regroupant ses photos prises sur le champ de bataille entre 1914 et 1918.

#### Médecine
- Laurent Jullien, Jos Jullien Un savant ardéchois oublié, Éditions et régions, septembre 2023 (ISBN 978-2-84794-228-6)
- Laurent Jullien, Le centre de prophylaxie des brucelloses, une création dans une période d’incertitude, Cahier de Mémoire d’Ardèche et Temps Présent no 152, p. 99-102, 15 novembre 2021 (ISBN 9782919146611)
- Laurent Jullien, Les dessins du docteur Jos Jullien, des œuvres d’art au service de la médecine, La Nouvelle Cigale Uzégeoise no 23, Lucie éditions, p. 97-105, juin 2021
- Laurent Jullien, Le centre de traitement de la fièvre ondulante de Joyeuse : une réponse à l’épidémie de brucellose des années 30 en Ardèche, Cahier de Mémoire d’Ardèche et Temps Présent no 150, p. 119-124, 15 mai 2021 (ISBN 9782919146611)
- Laurent Jullien, Le pansement de campagne aseptique Mesclon, premier pansement ardéchois, Revue d’Histoire de la Pharmacie no 408, p. 449-458, décembre 2020 (ISSN 1775-3864)
- Laurent Jullien, Jos Jullien (1877-1956), un médecin-chercheur ancré en Vivarais, L'Almanach Ardèche & Drôme 2021, Editions & Régions La Bouquinerie, p. 87-92, octobre 2020
- René Adjémian et Laurent Jullien, La syphilis en Vivarais [à propos de la plaquette de Jos Jullien publiée chez Mazel et Plancher], L'Almanach Ardèche & Drôme 2021, Editions & Régions La Bouquinerie, p. 117-120, octobre 2020
- Laurent Jullien, Le conformateur manuel Jullien–Souel, un nouvel outil d'anthropométrie médico-légale pour l'identification d'un individu par ses mains, Clystère no 71, p. 20-33, septembre 2020 (ISSN 2257-7459)
- Laurent Jullien, Le médecin ardéchois Jos Jullien (1877-1956), un savant à la carrière hors norme, Revue d’Histoire de la Pharmacie no 403, p. 381-398, septembre 2019 (ISSN 1775-3864)
- Laurent Jullien, Le spiroscope du médecin ardéchois Jos Jullien, Éditions universitaires européennes, janvier 2017.
- Laurent Jullien, Le spiroscope à eau du médecin-artiste Jos Jullien, de la médecine au bien-être, La nouvelle cigale Uzégeoise no 12, Lucie éditions, Nîmes, p. 11-16, 2015 (ISBN 978-2-35371-974-7)
- Franck Delabre, Par ses recherches hydrobiologiques, un savant ardéchois, le docteur Jos Jullien, ouvre à la thérapeutique thermale des horizons nouveaux, t. LX, Dauphiné libéré, 8 décembre 1952.

#### Archéologie
- Odette Gros et André-Charles Gros, Un pionnier oublié de la préhistoire ardéchoise le docteur Jos Jullien, Ardèche Archéologie no 22, p. 50-54, 2005
- Alain Beeching, Le Néolithique de l'Ardèche : repères historiographiques., Cahiers scientifiques du Muséum d'histoire naturelle de Lyon. Hors-série, tome 3, 150 ans de Préhistoire autour de Lyon, p. 129-142, 2005
- Michel Carlat (dir.), L'Ardèche, Éditions Curandera, coll. « Traditions », 1985
- Docteur J Jullien (nécrologie), Bulletin de la Société préhistorique de France, volume 53, numéro 5-6, p. 264, année 1956.
- Franck Delabre, Docteur Jullien (Nécrologie), t. LX, Revue du Vivarais, 1956, p. 120 à 124

#### Arts et lettres
- Stéphane Rochette (sous la direction de Dominique Buis, Marie-Jo Volle, Nathalie Garel), Jos Julien : in Peindre l'Ardèche, Peindre en Ardèche - de la préhistoire au XXe siècle, Privas, Mémoire d'Ardèche et Temps Présent, 2022, chap. 2 (« Peintres du Vivarais, Peintres d'Ardèche »)
- Jos Jullien, Les secrets de Casanova : Casanova à Nîmes - Casanova à Aix-en-Savoie (présentation et mise en page de Laurent Jullien), Éditions de la Fenestrelle, juin 2022.
- Stéphane Rochette, Jos Jullien à Charles Forot, lettres d'un illustrateur à son éditeur (1920-1932), Archives départementales de l'Ardèche, 2017.
- Stéphane Rochette, Les portraits de Verlaine par Jos Jullien, L'actualité Verlaine, regard croisé no 8, juin 2017.
- Stéphane Rochette, Jos Jullien dans le Mercure de France, Fragments d'histoire, L'Ardèche dans la grande guerre, Archives départementales de l'Ardèche, Privas, 2014.
- Stéphane Rochette, Jos Jullien et ses éditeurs, La Cigale uzégeoise et ses illustrateurs, Les éditions de la Fenestrelle, Nîmes, 2014.
- Liliane Jouannet, Des 24 heures de Jos Jullien au Grand voyage de Ramuz, La Nouvelle Cigale uzégeoise no 7, p. 57-60, Lucie éditions, Nîmes, 2013.
- Stéphane Rochette, Jos Jullien, une vie gravée en Vivarais, Éditions Archives départementales de l’Ardèche, 2010 (lire en ligne)
- Charles Forot et Michel Carlat, Jos Jullien, Le feu sous la cendre, le paysan vivarois et sa maison, Au Pigeonnier, p. 1028-1031, 1979.
- Gaston Riou, Un maître vivarois du burin : Jos Jullien, Almanach vivarois, 1927
- Charles Forot, Jos Jullien graveur, La revue du Siècle, no 1, mars 1925.
- « Le Salon des médecins [Jos Jullien] », Revue du Vrai et du Beau, 25 avril 1924, Arts et Lettres, pp. 8-9.